# Região Geográfica Intermediária de Caxias
A Região Geográfica Intermediária de Caxias é uma das cinco regiões intermediárias do estado brasileiro do Maranhão e uma das 134 regiões intermediárias do Brasil, criadas pelo Instituto Brasileiro de Geografia e Estatística (IBGE) em 2017. É composta por 14 municípios, distribuídos em três regiões geográficas imediatas, abrangendo o médio Parnaíba e o vale do Itapecuru.
Sua população total estimada pelo Instituto Brasileiro de Geografia e Estatística (IBGE) para 1º de julho de 2018 é de 775 925 habitantes, distribuídos em uma área total de 27 873,243 km².
Timon é o município mais populoso da região intermediária, com 167 973 habitantes, de acordo com estimativas de 2018 do Instituto Brasileiro de Geografia e Estatística (IBGE).

## Regiões geográficas imediatas
| Região geográfica imediata           | Municípios                                                                    | População Estimativa 2018 | Área (km²) |
| ------------------------------------ | ----------------------------------------------------------------------------- | ------------------------- | ---------- |
| Região Geográfica Imediata de Caxias | Afonso Cunha Aldeias Altas Caxias Coelho Neto Duque Bacelar São João do Soter | 275 975                   | 10 241,759 |
| Região Geográfica Imediata de Timon  | Buriti Bravo Matões Parnarama Timon                                           | 260 220                   | 8 695,059  |
| Região Geográfica Imediata de Codó   | Codó Coroatá Peritoró Timbiras                                                | 239 730                   | 8 936,425  |
| Total                                | 14                                                                            | 775 925                   | 27 873,243 |